# Tritophia lemur
Tritophia lemur är en fjärilsart som beskrevs av Frings. 1913. Tritophia lemur ingår i släktet Tritophia och familjen tandspinnare. Inga underarter finns listade i Catalogue of Life.